# Max Grässli
Max Grässli (Aarau, 4 maart 1902 - Zürich, 29 juni 1985) was een Zwitsers diplomaat.

## Biografie
Max Grässli werd geboren in het kanton Aargau als zoon van een handelaar. Hij studeerde rechten in Bern, Genève en Parijs. Hij behaalde een doctoraat in Bern en vestigde zich er als advocaat.
In 1930 trad hij toe tot het Federaal departement van Buitenlandse Zaken. Vanaf 1942 was hij de Zwitserse consul-generaal in Slowakije. Vervolgens werkte hij vanaf 1945 bij de Zwitserse zendingen in Washington D.C., Tokio en Moskou.
Nadien werd hij de Zwitserse ambassadeur in de Volksrepubliek Hongarije (Boedapest; 1949-1952), in India (New Delhi; 1952-1953), Zweden (Stockholm; 1955-1960). In de periode 1960-1961 verliet hij tijdelijk zijn functie omdat hij door de Verenigde Naties werd aangesteld als economisch raadgever van de regering van Togo. Vanaf 1962 werd hij afdelingshoofd binnen de administratie van Buitenlandse Zaken. In de periode 1966-1967 werd hij opnieuw door de VN aangesteld, ditmaal om een rapport op te stellen omtrent het Panamakanaal.